# Horseshoe sandwich
L'horseshoe sandwich è un piatto statunitense originario di Springfield, nell'Illinois, a base di pane da toast, un hamburger, patate fritte, e salsa al formaggio.

## Etimologia
Il termine horseshoe, cioè "ferro di cavallo", sarebbe da ricondurre all'aspetto del prosciutto con l'osso, che era un tempo usato per preparare il piatto al posto degli hamburger. Secondo un'altra ipotesi, il "ferro di cavallo" del nome è un'allusione alla forma curvilinea assunta dagli spicchi delle patate quando venivano servite attorno al prosciutto.

## Storia
L'horseshoe sandwich venne preparato per la prima volta nel Leland Hotel, che era uno degli alberghi più importanti di Springfield. Il piatto viene attribuito da alcuni allo chef dell'albergo Joe Schweska, e da altri al suo assistente Steve Tomko, divenuto anche il proprietario di una catena di ristoranti.

## Caratteristiche
L'horseshoe sandwich si prepara combinando una fetta di pane da toast (in genere viene usato il Texas toast), un hamburger, delle patatine fritte, della salsa al formaggio e, se li si desidera, altri ingredienti, fra cui uova, burro, birra, e salse. 
Il piatto può essere cucinato usando altri tipi di carne, fra cui quella di pollo, salsicce, pancetta, o prosciutto. Le patatine possono essere rimpiazzate dai Tater Tots o le waffle fries. Infine, la salsa al formaggio può fare spazio a una salsa gravy con il latte.

## Alimenti simili
Esiste una variante dell'horseshoe sandwich di più piccole dimensioni che prende il nome di pony shoe.
In Galles viene preparata una tartina con il formaggio e la birra conosciuta come Welsh rarebit.